# Parc de la Chute-Montmorency
 (mai 2022).

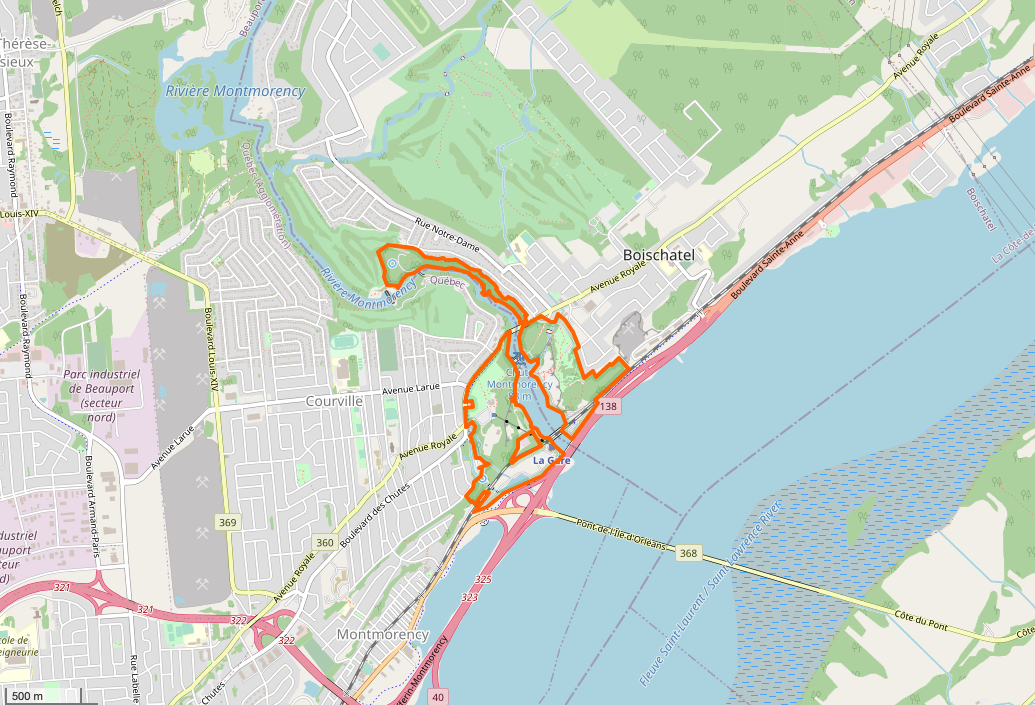
Délimitation du Parc national Montmorency (en orange), sur OpenStreetMap

Logo du parc.

Le Parc de la Chute-Montmorency est un centre touristique québécois situé aux limites des villes de Québec et de Boischatel, au Canada. Ce parc met en valeur la Chute Montmorency, la plus haute chute du Québec, qui se jette dans le fleuve Saint-Laurent. Il est administré par la Société des établissements de plein air du Québec (Sépaq). Depuis 2019, l'accès au Parc de la Chute-Montmorency pour les non-résidents de la Communauté métropolitaine de Québec est payant (sauf pour les 17 ans et moins).

## Géographie

### Hydrographie
Haute de ses 83 m, la chute Montmorency est l'embouchure de la rivière du même nom. Elle est 30 m plus haute que les chutes du Niagara. Cette chute porte aussi le nom de « Grand Sault », rarement utilisé et très peu connu.

### Géologie
Le parc est situé sur le point de rencontre de trois régions physiographiques du Canada, soit le bouclier canadien, les Basses-terres du Saint-Laurent et les Appalaches. La chute et la faille de Montmorency sont toutes deux les résultats du stress causé par le mouvement des continents.

## Historique

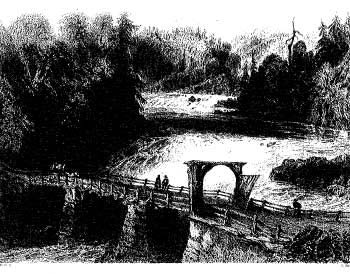
Premier pont au-dessus de la chute

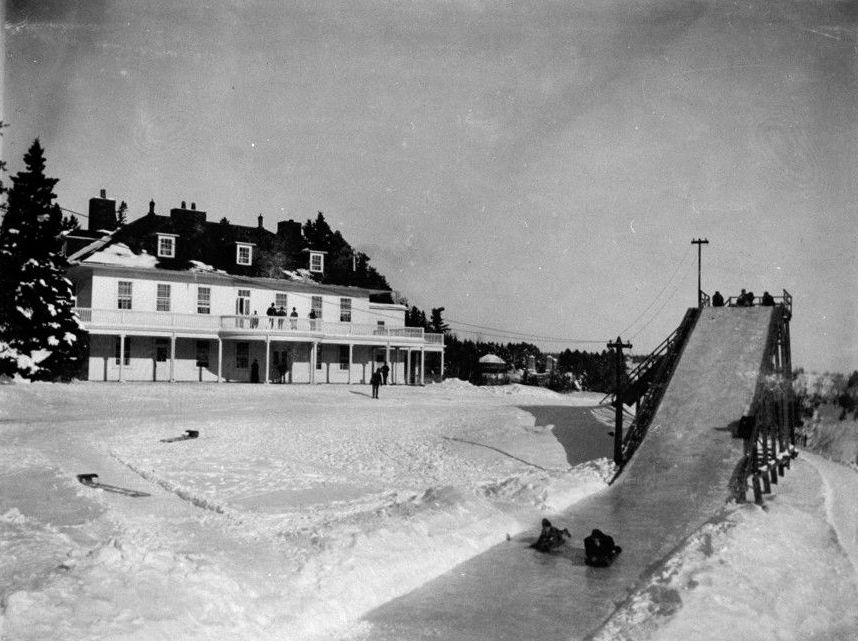
Maison Kent vers 1900

Lorsque l'Armée britannique débarque en Nouvelle-France, le 26 juin 1759, le Général James Wolfe établit son quartier général près de la chute. Le site a aussi été témoin de la bataille de Montmorency, le 31 juillet de la même année. Les pertes anglaises s'élevaient à 443 morts et on dénombrait 60 victimes du côté français. Un sentier pédestre a été nommé en l'honneur de cette date importante.
En 1780, le gouverneur Frederick Haldimand fait construire sa résidence d'été près de la chute Montmorency. Cette villa serait probablement le premier bâtiment d'architecture anglaise d'importance au Canada. La demeure fut utilisée par la suite, vers 1791, par le prince Édouard-Auguste, duc de Kent et Strathearn, qui y séjourna régulièrement pendant plusieurs années. La rumeur dit que la reine Victoria y aurait déjà séjourné pendant son enfance.
En 1811, Peter Patterson et son partenaire d'affaire, Henry Usborne, achetèrent des terrains dans les environs de la chute Montmorency. Patterson acheta la Haldimand House (le Manoir) et en fit sa résidence principale en 1815. En 1823, l'union de Patterson et Usborne fut dissoute, mais la Patterson and Company continua son expansion dans Montmorency pour devenir un des plus grands moulins à scies du Commonwealth. L'entreprise fut reprise par la suite par George Benson Hall, gendre de Peter Patterson, et continua d'être un des principaux moteurs économique de la région jusqu'à sa fermeture en 1892.
Un premier pont reliant Beauport et Boischatel a été construit en 1812. Celui-ci a été remplacé en 1855 par un pont suspendu, l'un des premiers en Amérique. Malheureusement, ce dernier s'effondra le 30 avril 1856, cinq jours après son inauguration, entraînant dans la mort trois personnes. En 1857, un troisième pont, non suspendu cette fois, est construit et l'ingénieur ayant construit le précédent est condamné pour négligence criminelle. Le pont de 1857 est remplacé en 1926 par un quatrième pont. Un pont piétonnier est construit par la firme en 1993 duquel on peut voir les piliers de 1857.
La puissance des chutes du parc fut aussi utilisée par l'industrie électrique. La première centrale hydro-électrique du Québec fut inaugurée le 7 octobre 1885 au pied de la petite chute. Cette centrale alimenta le réseau de tramways de la ville de Québec et permit d'éclairer les artères principales de la ville. Une autre centrale, mais cette fois-ci beaucoup plus puissante (trois génératrices de 500 kW) fut installée en 1893. Une nouvelle industrie ira s'installer sur le terrain de la chute en 1889 lorsque Charles Ross Whitehead aménagea une fabrique de coton. Cette fabrique deviendra la Dominion Textile en 1905. Le Manoir changea à nouveau de propriétaire en 1898 lorsque la Quebec Railways Company l'acheta et en fit un hôtel. Trois ans plus tard, un funiculaire est aménagé pour permettre aux voyageurs, arrivant par train au bas de la chute, de monter à l'hôtel en haut de la falaise. C'est le début de l'ère touristique du site.

Le Manoir Montmorency

La chapelle anglicane St. Mary's est construite en 1904, le premier jardin zoologique québécois est aménagé vers 1907 et un tramway est aménagé entre la ville de Québec et le Kent House (Manoir Montmorency) en 1912. Le Manoir passera entre les mains d'un syndicat américain, en 1949, pour être ensuite acheté par l'ordre des Dominicains, en 1954. Celui-ci devient une maison de retraite. En 1975, le gouvernement du Québec achète le Manoir mais conserve sa vocation d'établissement hôtelier pour personnes du troisième âge. Finalement, le Manoir fut confié à la Société des établissements de plein air du Québec, société d'État se chargeant principalement des parcs nationaux du Québec.

### Reconstruction du parc
Les travaux de mise en valeur du parc de la Chute-Montmorency ont commencé en décembre 1992. Pendant ces travaux, le Manoir est détruit par un incendie.

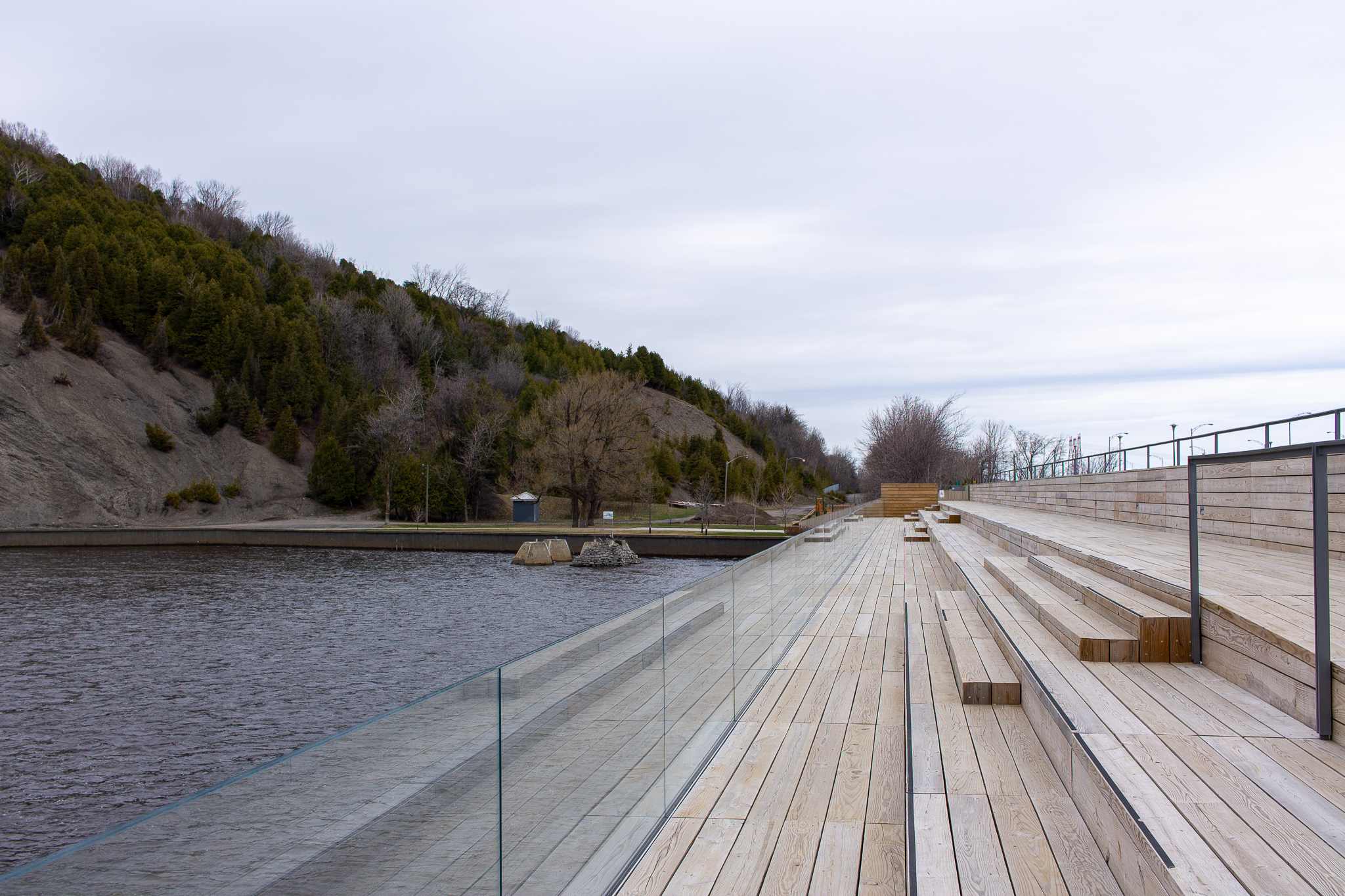
Passerelle dans le parc de la Chute-Montmorency.

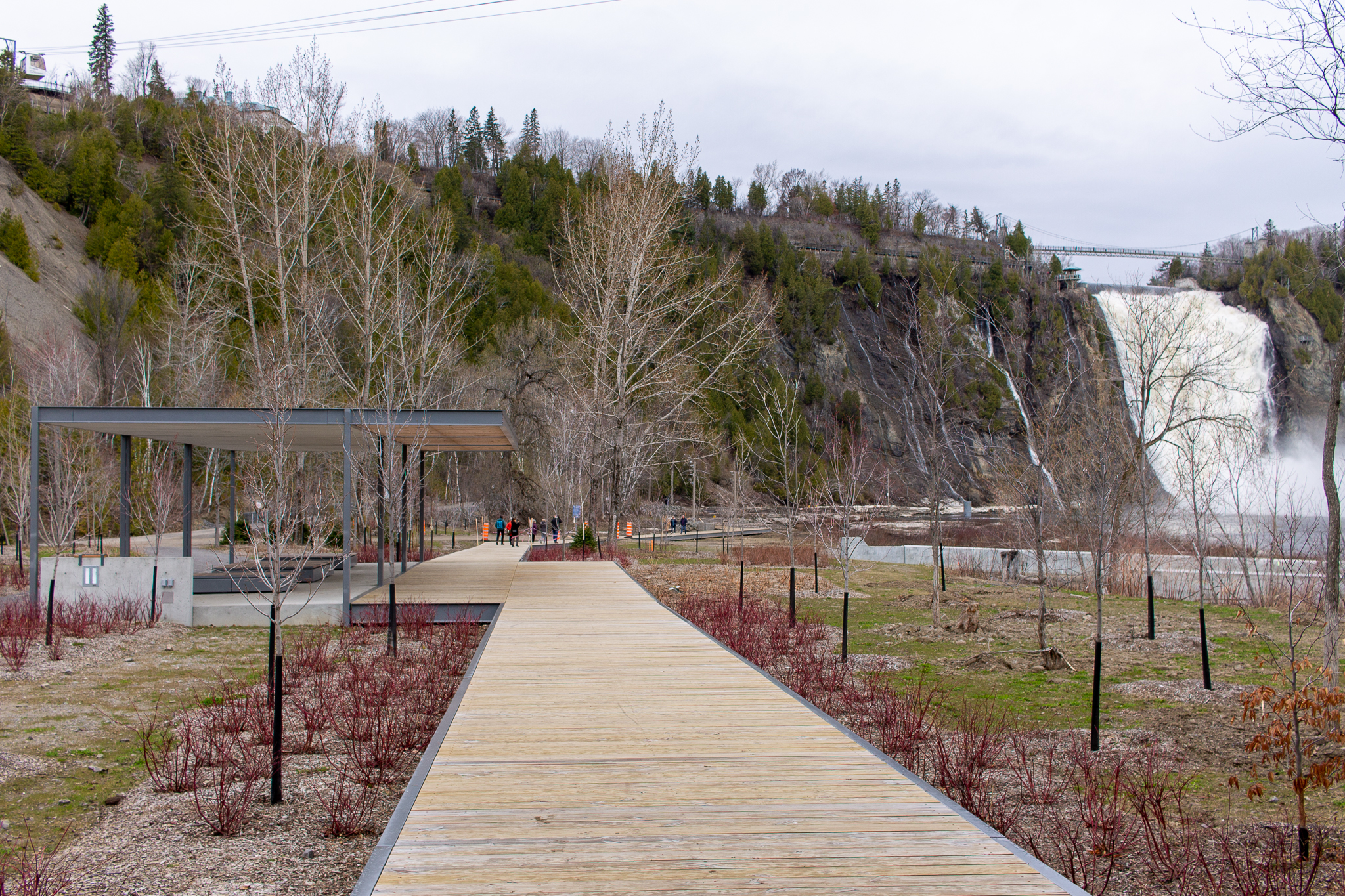
Sentier en bois dans le parc de la Chute-Montmorency.

En 2017, la Société des établissements de plein air du Québec a abandonné un projet de passage derrière la chute. L'année suivante, le Gouvernement du Québec a annoncé des travaux d'aménagement de 14,8 millions de dollars. En 2022, l'Ordre des architectes du Québec décerne le Grand Prix d'excellence à un projet d'amélioration dans le parc qui comprend notamment une passerelle et un sentier en bois.

## Tourisme

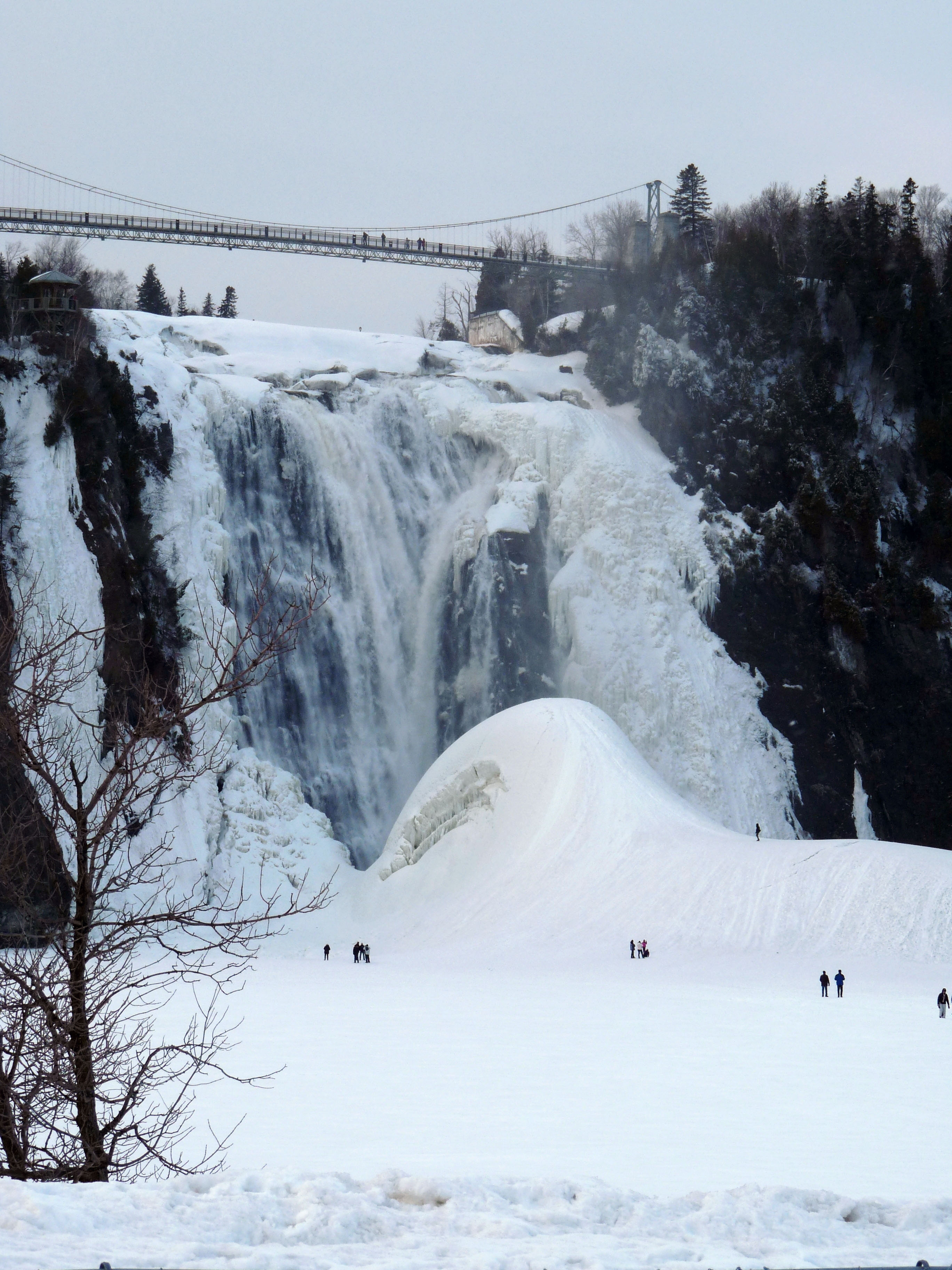
Glissades et escalade sur le Pain de sucre en hiver aux pieds des chutes

Le Manoir actuel, reconstruit en 1994, respecte l'architecture du précédent, mais celui-ci a une vocation bien différente. Il ne possède plus de chambres, mais plutôt des boutiques, un centre d'interprétation et un restaurant. Le site comprend actuellement[Quand ?]un théâtre d'été (le Théâtre de la Dame Blanche), un téléphérique, un escalier panoramique, un nouveau pont, plusieurs sentiers et de nombreux services. Il est possible de voir certains éléments historiques, entre autres, la deuxième centrale électrique, les redoutes du campement du général Wolfe, les piliers de l'ancien pont et un centre d'interprétation à l'intérieur du Manoir permet de voir des objets tirés de l'histoire. Le parc se situe sur le site patrimonial de la Chute-Montmorency.

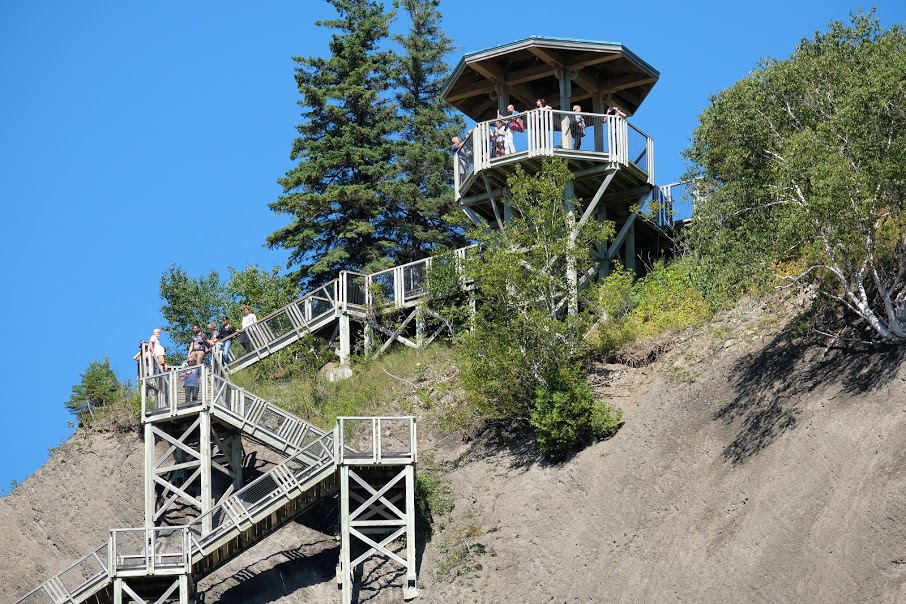
Le belvédère au sommet de l'escalier sur la paroi du versant est.

### Événements spéciaux
Chaque année, le parc accueille plusieurs événements spéciaux dont les Grands-feux Loto-Québec entre 1995 et 2011, une compétition internationale de pyrotechnie et un gala d'élégance des voitures anciennes jusqu'en 2019.

## Prix et récompenses
- 2022 : Grand Prix d'excellence de l'Ordre des architectes du Québec pour l'Expérience chute[7]